# Aconitum jin-muratae
Aconitum jin-muratae är en ranunkelväxtart som beskrevs av Yuichi Kadota och Nob.Tanaka. Aconitum jin-muratae ingår i släktet stormhattar, och familjen ranunkelväxter. Inga underarter finns listade i Catalogue of Life.